# Arbanaška (Prokuplje)
Arbanaška (Servisch cyrillisch: Арбанашка) is een plaats in de Servische gemeente Prokuplje. De plaats telt 51 inwoners (2002).